# 陈翰章
陈翰章（1913年6月14日—1940年12月8日），满族，吉林敦化人，中国抗日将领，东北抗日联军后期主要领导人之一。

## 生平
1930年12月，陈翰章初中毕业。1931年九一八事变爆发，日本占领中国东北，刚开始从事教育事业的陈翰章乃投身抗日救亡活动。1932年，陈翰章参加吉林救国军，抗击日军。在战斗中，1933年，陈翰章加入中国共产党。他还成为吉林救国军总参谋长、中国共产党党员周保中的助手。1934年，陈翰章参与创建东北抗日联军，后来担任东北抗日联军第五军第二师师长、第三方面军指挥，率部在镜泊湖地区打击日军。
日军在频繁进行军事“讨伐”的同时，还对东北抗日联军及陈翰章诱降，但诱降均遭失败。1940年12月，在一次战斗中，因遭人举报，陈翰章与战友们被日军包围，弹尽粮绝，12月8日陈翰章在遭日军划脸、割舌、剜眼之后，被日军残忍杀害，年仅27岁。
陈翰章被杀后，日军割下陈翰章的头颅，装在一个木匣里拿走。遗体被日军弃置。在家乡父老的帮助下，1940年12月底，陈翰章的父亲为没有头颅的陈翰章遗体建造了一座坟墓，位于今敦化市翰章乡翰章村南，即今陈翰章将军墓。1983年，在该墓后面兴建了一座高8米、底座平面呈五角形的纪念塔。
陈翰章的头颅起初存放在长春日本关东军司令部医务课。1947年，中共中央东北局社会部长春地下工作组接到指示：必须千方百计找到陈翰章的遗首。1948年10月，中国人民解放军占领长春后，中共党组织找到了泡在福尔马林药水中的陈翰章遗首，将其安放在东北烈士纪念馆，1955年又送进哈尔滨烈士陵园纪念馆。
2012年5月，中共中央办公厅、国务院办公厅批准了《关于恭请陈翰章将军头颅回家乡遗体合葬的请示》，同意将陈翰章将军头颅从哈尔滨烈士陵园请回吉林省敦化市，与陈翰章的遗体合葬。2013年4月11日，在中共黑龙江省委、黑龙江省人民政府和中共哈尔滨市委、哈尔滨市人民政府的支持下，陈翰章遗首自哈尔滨请回敦化，暂存敦化卧龙山公墓。2013年6月14日，是陈翰章诞辰100周年纪念日。2013年6月13日，敦化市举办纪念陈翰章将军身首合葬暨公祭仪式，陈翰章遗首正式与身体遗骨合葬在2013年5月31日竣工的陈翰章烈士陵园。